# Théorème de Maschke

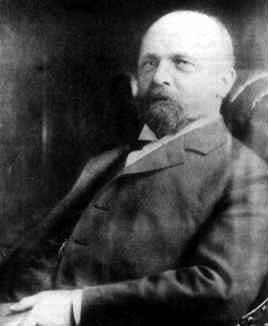
Heinrich Maschke.

En mathématiques et plus précisément en algèbre, le théorème de Maschke est un des théorèmes fondamentaux de la théorie des représentations d'un groupe fini.
Ce théorème établit que si la caractéristique du corps ne divise pas l'ordre du groupe, alors toute représentation se décompose en facteurs irréductibles. Il se reformule en termes de modules sur l'algèbre d'un groupe fini et possède une généralisation partielle aux groupes compacts.
Ce théorème doit son nom au mathématicien allemand Heinrich Maschke.

## Énoncé
Précisons le vocabulaire et les propriétés utilisés dans les trois formulations du théorème.
- Une représentation (V, ρ) est dite complètement réductible si V est somme directe de sous-espaces irréductibles. En termes matriciels, cela signifie qu'il existe au moins une décomposition optimale, en somme de sous-espaces vectoriels, de l'espace vectoriel V, telle que tous les automorphismes de la représentation s'écrivent sous forme diagonale par blocs suivant cette décomposition ; l'optimalité étant choisie dans le sens qu'aucune décomposition plus fine ne conserverait la propriété d'écriture diagonale par blocs des automorphismes considérés.
- Cette propriété se reformule via le dictionnaire entre les représentations d'un groupe et les G-modules, c'est-à-dire les modules sur son algèbre : une représentation est complètement réductible si et seulement si le G-module correspondant est semi-simple, c'est-à-dire somme directe de modules simples.
- Un anneau A est dit semi-simple s'il est semi-simple en tant que module sur lui-même ou, ce qui est équivalent, si tous les A-modules sont semi-simples.

Théorème de Maschke (trois formulations équivalentes) — Soient G un groupe fini et K un corps dont la caractéristique ne divise pas l'ordre de G. Alors :
- toute représentation de G sur K est complètement réductible ;
- tout G-module sur K est semi-simple ;
- la K-algèbre de G est semi-simple.

L'article « Groupe compact » détaille une généralisation partielle du théorème à certains groupes topologiques : les groupes compacts, grâce à l'existence d'une mesure positive finie compatible avec la loi du groupe et appelée mesure de Haar : pour un groupe compact, toute représentation continue de dimension finie sur ℝ ou ℂ est complètement réductible.

## Histoire
Le théorème voit le jour dans le contexte du développement de la théorie des représentations d'un groupe fini. Le mois d'avril 1896 voit dans trois réponses épistolaires de Frobenius à Dedekind la naissance de cette théorie. Frobenius comprend immédiatement qu'il est à l'origine d'une vaste théorie. Le 16 juillet, il publie un premier article. On peut y lire je développerai ici le concept [de caractère pour un groupe fini quelconque] avec la croyance que, à travers son introduction, la théorie des groupes sera substantiellement enrichie.
L'école de mathématiques de l'université de Chicago étudie aussi ce sujet, avec un accent particulier sur les corps finis, un de ses membres, Heinrich Maschke, élève de Felix Klein, travaille sur le cas des caractères du groupe symétrique. En 1898, il démontre un cas particulier de ce qui deviendra son théorème. Il trouve la preuve générale l'année suivante et elle est publiée dans le journal Mathematische Annalen que dirige Klein. Un mathématicien allemand Alfred Loewy énonce, sans preuve, un résultat analogue au théorème en 1896.
En 1908, Joseph Wedderburn publie son article peut-être le plus célèbre, classifiant toutes les algèbres semi-simples (voir « Théorème d'Artin-Wedderburn ») ; la formulation du théorème s'en trouve modifiée.

## Applications
- Ce théorème simplifie la théorie des représentations d'un groupe fini ou de sa K-algèbre. En effet, il suffit de se limiter aux représentations irréductibles. Les autres se déduisent directement par somme directe.
- Ce théorème permet de démontrer simplement que tout groupe abélien fini est un produit de groupes cycliques. Le lemme de Schur prouve que sur ℂ, les représentations irréductibles sont de degré 1. Il suffit alors de considérer la représentation régulière et d'appliquer le théorème de Maschke pour conclure.

## Exemple: représentation régulière du groupe symétriqueS3
Soit (V, λ) la représentation régulière gauche sur ℚ du groupe symétrique S3, constitué des six permutations de l'ensemble {1, 2, 3} : l'identité notée id, les deux 3-cycles c1 = (123) et c2 = (132) et les trois transpositions t1 = (23), t2 = (13) et t3 = (12). Le ℚ-espace vectoriel V a pour base canonique (id, c1, c2, t1, t2, t3) à l'ordre près.
On remarque l'existence de deux vecteurs propres pour toutes les images par λ :
Toute permutation laisse w1 invariant ; les trois permutations paires laissent w2 invariant et les trois impaires transforment w2 en –w2.
Le plan vectoriel W engendré par w1 et w2 est stable ; le théorème de Maschke indique une méthode pour lui trouver un sous-espace supplémentaire stable : soit p n'importe quel projecteur sur W, alors l'application
est encore un projecteur sur W, et son noyau U est stable par toutes les images par λ. On trouve que c'est le sous-espace défini, dans la base canonique, par les équations
De plus, dans la base de U
les restrictions à U des images des deux générateurs c1 et t1 de S3 ont pour matrices respectives :
Par conséquent, les deux plans H1 = Vect(u1, u2) et H2 = Vect(u3, u4), supplémentaires dans U, sont stables et les deux sous-représentations associées sont équivalentes. La décomposition en représentations irréductibles de S3 prédite par le théorème de Maschke est alors :
{\displaystyle V={\rm {Vect}}(w_{1})\oplus {\rm {Vect}}(w_{2})\oplus H_{1}\oplus H_{2}.}